# Bodo
Los bodos, también llamados boros, son una etnia del noreste de la India, en el estado de Assam. Se clasifican dentro de un grupo étnico mayor denominado Bodo-Kachari. La población más importante en la que habitan los bodos y el centro de su cultura es la ciudad de Kokrajhar.
Durante mucho tiempo ha existido una lucha para promover la cultura e identidad de los bodos. En la actualidad, los bodos disponen del Consejo Territorial Bodo (the Bodo Territorial Council), una institución administrativa autónoma que ejerce su jurisdicción sobre Kokrajhar y sus alrededores. 
El Frente Nacional Democrático de Bodoland (FNDB) reclama además la secesión de Bodoland y es una guerrilla activa en ciertas áreas.